# Ставчани (Львівський район)
Ставча́ни — село в Україні, в Львівському районі Львівської області. Населення становить 1775 осіб. Орган місцевого самоврядування — Оброшинська сільська рада. Герб села є промовистим.

## Розташування
Село розташоване при магістралі Львів-Ужгород, знаходиться за 5 км на схід від Львова. На півночі межує із селами Оброшине і Бартатів, на півдні з Полянкою та Лісневичами, на південному сході з Глинною — районом міста Пустомити, на сході з Годовицею, на заході - з Підгайцями.

## Населення
За даним всеукраїнським переписом населення 2001 року, в селі мешкало 1773 особи. Мовний склад села був таким:
| Мова       | Число ос. | Відсоток |
| ---------- | --------- | -------- |
| українська | 1 772     | 99,94    |
| інші мови  | 1         | 0,06     |

## Назва
Топонім села походить, очевидно, від назви річки Ставчанка, від ставків, які є на території села і сьогодні. Назва ця давньослов'янська, жодного разу не змінювалася, вказує на те, що село утворилося в глибоку давнину. Село розбудувалось і виникали все нові його частини: центр (так звана Біла гора), Виздра, Куспісі, Закуття Перше, Закуття друге, Яньків, Дібрівки, Фердинанівка (згодом Підгайці), Ферданівка.

## Церква
Вже у 1578 році в Ставчанах була дерев'яна церква, яка згоріла. З документів 1690-их років відомо, що в селі збудували нову церкву з дерева. Коли перестала існувати давніша церква, невідомо.
В акті ревізії парохії Ставчан 1765 року також записано, що в селі є відремонтована церква, а навкруги розташовано цвинтар. У церкві зберігалися книги, надрукувані в Києві, Вільнюсі, Львові. В селі було 125 «парохіян», кожен господар двору давав священику на рік три гроші «на вино» і 18 грошів «на просфору».
Сучасна церква збудована у 1910 року. Іконостас малював художник Антін Манастирський у 1937 році. Але невідомо, хто виготовляв дерев'яну частину іконостасу. Реставрував іконостас у 70-их роках художник Микола Кухарський. На образах збереглися імена меценатів.

### Дзвіниця

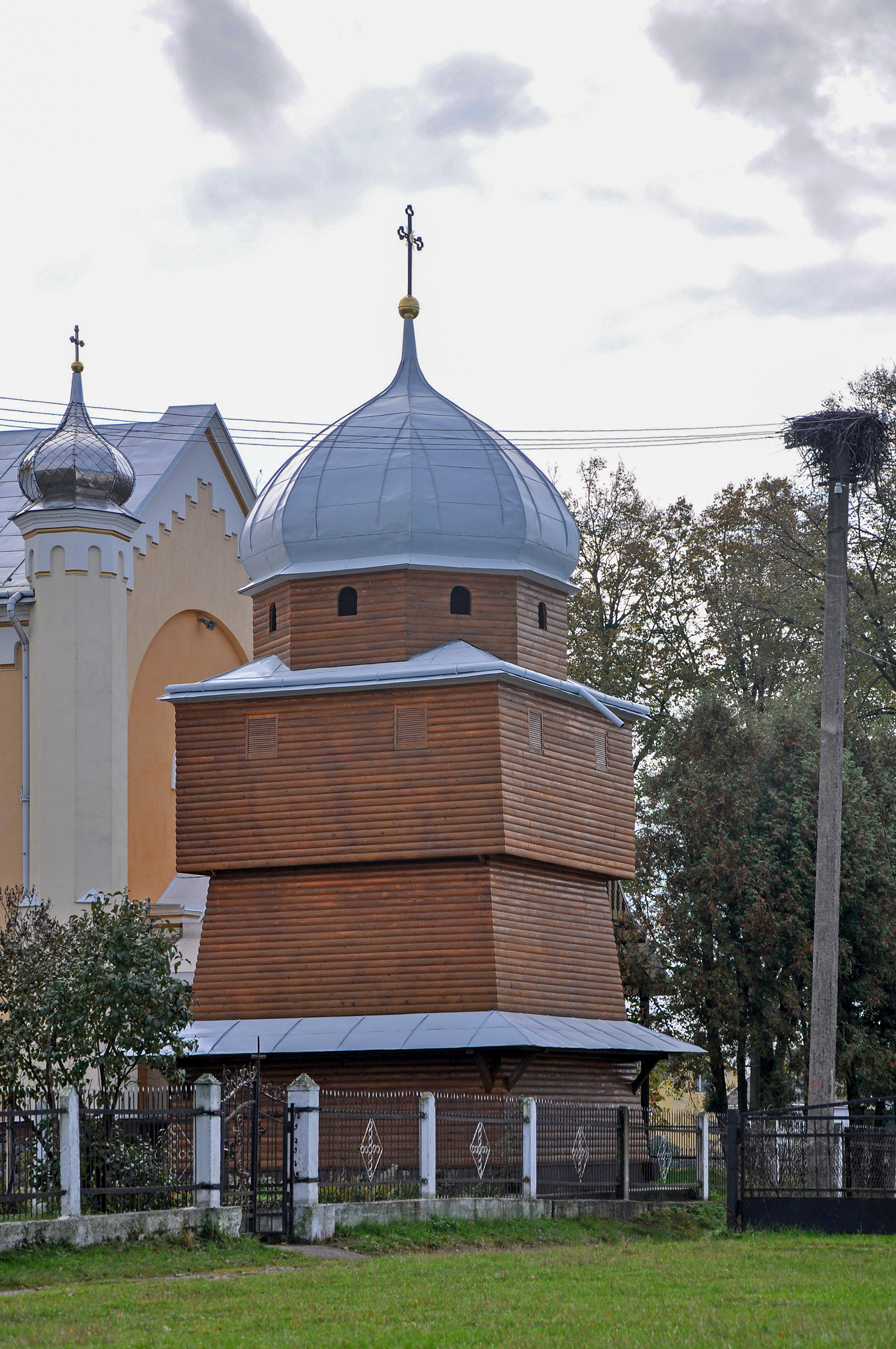
Дерев'яна дзвіниця

Поруч з церквою розташовується дерев'яна дзвіниця, яку було зведено на початку ХІХ століття. Дзвіниця є квадратною в плані, трьохярусною каркасною конструкцією, яка завершена куполом на восьмерику. Перший ярус оточений піддашшям на кронштейнах. На другому ярусі прорізано по два прямокутних отвори з кажної сторони. На восьмерику є невеликі напівциркульні отвори. За формою і стильовими особливостями споруда нагадує дерев'яну оборонну башту. Початково дзвіницю було покрито вертикальною шалівкою, яку після останнього ремонту замінили на горизонтальну[джерело?].
Дзвіницю внесено до реєстру пам'яток архітектури національного значення за охоронним номером 1400.

## Просвіта
Старанням місцевого греко-католицького священика пароха Івана Божейка у 1912 році в Ставчанах була заснована читальня «Просвіти». Збереглися архівні документи, що свідчать про діяльність просвітян. Членами «Просвіти» було 116 людей, зокрема 50 хлопців та 16 дівчат. Вклад до читальні був 3 злотих щорічно. Читальня мала бібліотеку, в якій була 51 книжка. Перша світова війна перервала роботу читальні «Просвіти». Відновлено діяльність Товариства лише у 1922 році.

## Економіка

Завод «Оліяр»

- Олійноекстракційний завод "Оліяр", виробництво соняшникової, ріпакової та соєвої олій.[6] Більша частина ріпакової олії йде на експорт (Польща, Чехія та інші країни ЄС).[7]

## Річка
Річка Ставчанка входить до Ставчан з північного заході, з лісу Киприн (село Бартатів), тече до Лісневич, а далі впадає до річки Щирки — притоки Дністра. Навколо села — рівнина. Найвище місце (310 м над рівнем моря) — узгір'я Ставчани на півночі (41°26' сх. д. і 49°46' пн. ш.).

## Цікаво знати

### Прізвища селян
За метричним записом 1782 року, найпоширенішими були прізвища: Бурак, Войтишин, Денис, Дідик, Гурняк, Коваль, Кметь, Жеребух, Співак, Панахид, Пришляк, Мазепа, Базарник, Хміль, Сухар, Цибух, Зварич, Музика, Кадило, Мерцало, Шпортайло, Небога, Качмарик, Капарник, Котельмах, Цюра, Кулик, Яріш, Гинда, Мельник, Присяжний, Лучка, Савка, Лесько, Тимчишин, Яцишин тощо. Чимало прізвищ збереглись дотепер.

### Назви полів, сіножатей і доріг
Привертає увагу і список назв полів, сіножатей, лісів. доріг, скажімо: «лан двірський», «лан за горбом», «поле до Киприна», «поле під Закуттям», «нива Верхолівка», «Гниле поле», «Хмелівка», «поле Грехове»; пасовища «на Янкові», «Круп'ясте», «Старий запуст», «На дібровах»; луки — «на болотах», «на полянках», «в чащах», а ще «Закуття», «Заставне», «на загумінку»; дороги — Львівська, Городецька, Наварійська, Поперечна.

## Відомі люди
- Степан Куспісь — діяч ОУН, учасник нападу на пошту в місті Городку 30 листопада 1932 року, готував план втечі Степана Бандери з тюрми у 1938 році.
- Володимира Божейко (1897—1955) — українська піаністка.